# バスケットボール男子日本代表

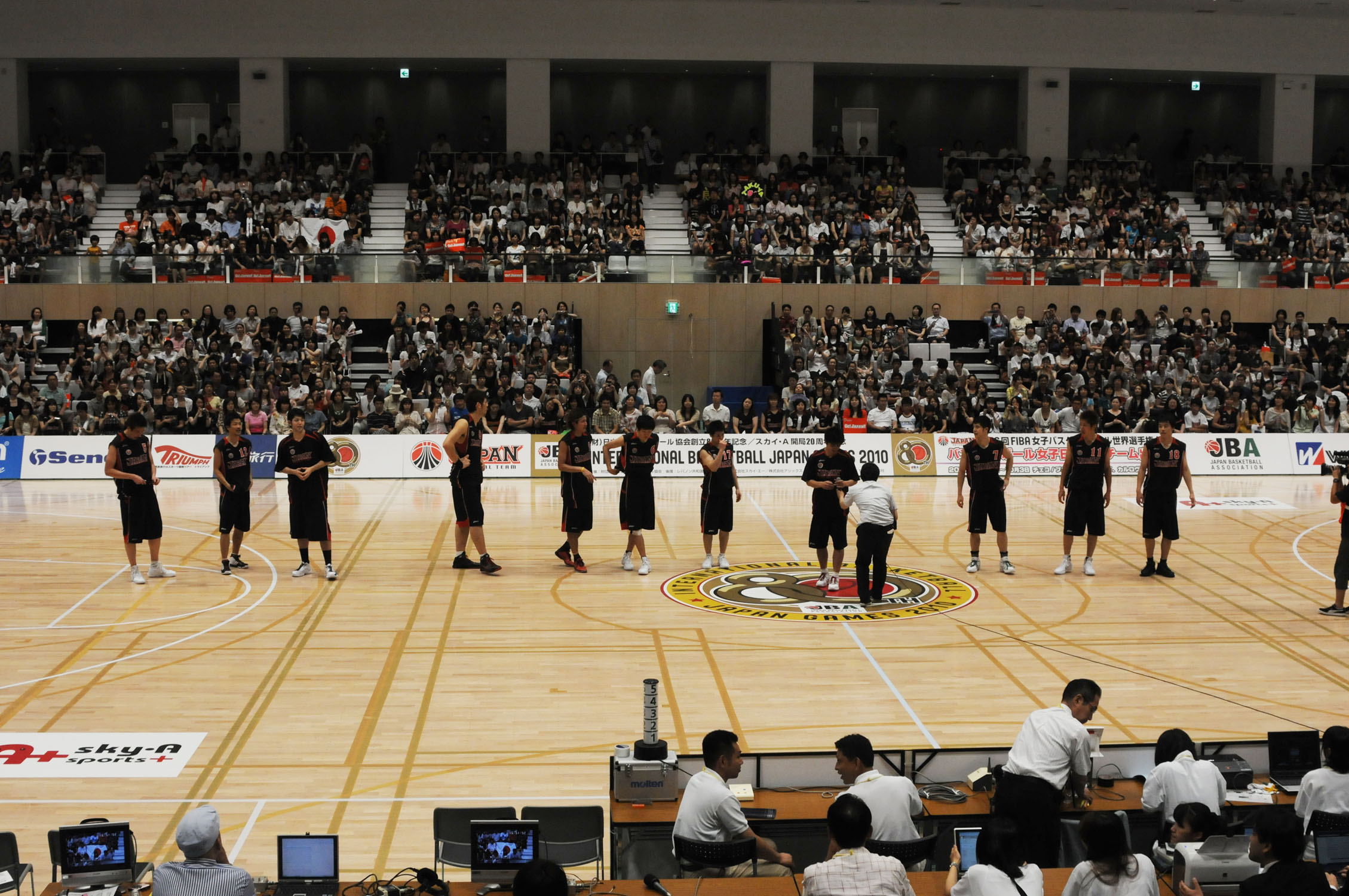
男子日本代表チーム、レバノンとの親善試合。2010年7月25日、墨田区総合体育館。

バスケットボール男子日本代表（バスケットボールだんしにっぽんだいひょう、バスケットボールだんしにほんだいひょう、英: Japan men's national basketball team）は、日本バスケットボール協会によって編成され、国際大会に派遣される男子バスケットボールのナショナルチーム。

## 歴史

### 以前HC期
日本代表チームとしての初の国際大会出場は、1917年に東京で開催された第3回極東選手権競技大会で、この時の日本代表は京都YMCAによる単一チームであった。
1936年、バスケットボールがオリンピック正式種目となったベルリン大会でオリンピックに初出場。トーナメント方式の大会で1回戦で中国、2回戦でポーランドに勝利して3回戦まで進出した。戦後は1956年メルボルン大会に出場して以降、1968年メキシコシティ大会を除き毎回出場。バスケットボール世界選手権にも1963年大会で初出場、続く1967年大会にも連続出場するなど世界大会の常連であった。アジア選手権でも1965年大会と1971年大会に優勝するなどアジアの上位であったが、その後は国際大会に復帰した中国の台頭などもあり、1976年モントリオールオリンピック出場を最後に世界規模の大会への出場から遠ざかっていった。
1997年、長谷川誠ら1995年福岡ユニバーシアード準優勝メンバー6人を擁してアジア選手権で7大会ぶりの準優勝を達成し、翌1998年世界選手権に31年ぶりに出場。1次リーグは3連敗したが、順位決定戦でセネガルに勝利した。福岡で開催された1999年アジア選手権は2次リーグ敗退で、2000年シドニーオリンピック出場はならなかった。

### パブリセヴィッチHC期
2003年にジェリコ・パブリセヴィッチをヘッドコーチ（HC）に招聘。自国開催の2006年世界選手権を見据え、毎年夏に1か月の欧州遠征を行った。初年はボスニアのジュニアチームに敗北していたが、強化が進むと東アジア競技大会とアジア選手権東アジア予選で長年勝てなかった中国に2度勝利した。史上初の1次ラウンド突破（ベスト16入り）を目標に掲げた世界選手権では、初戦のドイツ戦は70-81と善戦、パナマ戦は1次ラウンドとしては1963年大会以来の勝利をあげた。前回大会4位のニュージーランド戦は前半を18点のリードで折り返したが、後半に逆転され、通算1勝4敗で敗退した。なお、選手選考ではパブリセヴィッチは就任2年目からセレクションを行い「ジェリコ・チルドレン」とも呼ばれる若手の抜擢を行ったが、選考を主導したい日本バスケ協会（当時の略称はJABBA、2007年以降JBA）との対立が生じ、世界選手権直前の強化委員会会議にパブリセヴィッチが呼ばれず、JBAが無断で日本代表を発表するという事態が発生している。結果、発表された選手のうち8名が辞退した。

### パブリセヴィッチ退任後
世界選手権後、JBAはベスト8入りできなかったこと等を理由にパブリセヴィッチとの契約を更新せず、後任にJBLのアイシンシーホースで実績を残した鈴木貴美一がアイシンと兼任でHCに就任した。この頃、JBAは世界選手権開催の赤字の責任と処理をめぐって評議委員会が幾度も流会となるなど混乱しており、2007年アジア選手権兼北京オリンピック予選は自国開催（徳島）でありながらチーム強化が覚束ず、2次リーグ3連敗で8位に終わり、鈴木は辞任した。翌2008年も日本オリンピック委員会（JOC）から資格停止処分を受けるなどJBAの内紛が続いており、男子A代表は新体制が決まらず活動が無かった。
2009年2月、デイビッド・A・ホッブスがHCに就任し、4月から2007年アジア選手権以来約1年8か月ぶりに代表候補選手を招集して活動を再開したが、ホッブスは7月に退任。8月の2009年アジア選手権（天津）は強化部長の倉石平がHCに就任して指揮を執ったが2次リーグで台チャイニーズ・タイペイとイランに敗れて敗退。前回をさらに下回る歴代最低の10位に沈み、倉石は辞任した。12月の東アジア大会（香港）は日立HCの小野秀二がこの大会限定で指揮を執った。
2010年は史上初めてHCを公募にかけ、リンク栃木ブレックスをJBL初優勝に導いたトーマス・ウィスマンが就任した。スタンコビッチカップは準優勝。同年の広州アジア大会は予選リーグを1位で通過、準々決勝で北朝鮮を破り、4大会ぶりにベスト4入りした。翌2011年9月に開催されたアジア選手権兼ロンドンオリンピックアジア予選（武漢）は1次・2次リーグを突破したが、準々決勝で韓国に敗れて7位に終わり、五輪出場を逃した。
2012年3月、JBAはウィスマンを解任し、鈴木貴美一がHCに再就任した。9月に東京で開催されたアジアカップ（旧スタンコビッチカップ）で準優勝。2013年アジア選手権（マニラ）は2次ラウンド3連敗で9位となり、2014年ワールドカップ出場権を逃した。鈴木は10月のJBA理事会で成績不振の責任を取って辞任した。

### 長谷川健志HC期
2014年4月、前青山学院大学HCの長谷川健志がHCに就任した。7月のアジアカップは6位。9月開幕の仁川アジア大会は、準々決勝リーグで中国に勝利してグループ2位となり、2大会連続ベスト4入りを達成。準決勝は韓国に敗れたが、3位決定戦でカザフスタンを破り、アジア大会では1994年広島大会以来5大会ぶりに銅メダルを獲得した。
2014年11月、JBAがガバナンス不足によりFIBAより資格停止処分を受け、国際大会に出場できない事態となったが、その後FIBAより送り込まれた改革組織『JAPAN 2024 TASKFORCE』による改革で2015年8月に制裁は解除された。同年9月のアジア選手権（長沙）は、1次リーグ初戦のイラン戦で大敗したがその後持ち直して1次・2次リーグを突破。準々決勝でカタールに勝利し、9大会18年ぶりのベスト4入りを達成。準決勝・3位決定戦は敗れたが、リオデジャネイロオリンピック世界最終予選の出場権を獲得した。
2016年7月、日本代表にとり2006年世界選手権以来のFIBA主催大会となるリオ五輪世界最終予選（ベオグラード）にジョージ・ワシントン大留学中の渡邊雄太らを加えて出場したが、予選ラウンドでラトビア、チェコに連敗して敗退した。長谷川は同年のウィリアム・ジョーンズカップとアジアチャレンジ（アジアカップより改称）で指揮を執った後、11月30日付で退任した。後任のHCが就任するまで、11月1日にテクニカルアドバイザーに就任したルカ・パヴィチェヴィッチが暫定的に指揮を執り、2017年6月の東アジア選手権で3位となった。

### フリオ・ラマスHC期
2017年4月、元アルゼンチンHCのフリオ・ラマスが7月1日付で新HCに就任することが決定した。就任直後に行われたFIBAアジアカップは9位に終わり、前述の通り地元開催でありながらチーム強化が覚束できなかった2007年を下回る成績だった。11月、フィリピン、オーストラリア、チャイニーズ・タイペイと同組となった2019年ワールドカップ中国大会アジア1次予選が開幕。日本は初戦から4連敗を喫したが、ゴンサガ大留学中の八村塁と、2018年4月に帰化したB.LEAGUEMVPのニック・ファジーカスが合流した2018年6月の1次予選最終シリーズ（第3シリーズ）で、FIBAランク10位のオーストラリアとチャイニーズ・タイペイ相手に連勝し、2勝4敗のグループ3位で1次予選を突破した（1次予選の結果は2次予選に持ち越される）。
W杯予選とは別に若手選手中心で挑んだ2018年8月のアジア競技大会で、出場した選手4名に規律違反があったとして、代表認定が取り消された。そのアジア大会の成績は7位で、銅メダルを獲得した前回大会を下回る成績に終わった。
2018年9月のW杯2次予選開幕シリーズ（第4シリーズ）はファジーカスが怪我で欠場したが、メンフィス・グリズリーズ所属の渡邊雄太が合流。カザフスタンとイランに連勝し、通算4勝4敗となる。アメリカがシーズンに入った11月以降は八村と渡邊は代表を離脱したが、第5シリーズも連勝。最終第6シリーズもアウェイでイランとカタールに勝利して通算8勝4敗とし、2006年大会以来のW杯出場が決定した。
2019年3月、W杯の抽選が行われ、FIBAランク48位の日本は、1位のアメリカ、17位のトルコ、24位のチェコと同じE組となった。7月に日本代表が発表され、W杯予選突破の原動力となった八村（ワシントン・ウィザーズ）、渡邊、ファジーカスの3人が初めて揃い踏みした。前シーズンのBリーグMVPの富樫勇樹が練習中の故障で離脱したが、JBA技術委員長の東野智弥はこのチームを『ジャパン・ドリームチーム』として発表した。8月、日本で開催した強化試合で、いずれもW杯に出場するニュージーランド（2試合）、アルゼンチン、ドイツ、チュニジアと対戦し、ランク38位のニュージーランドと22位のドイツに勝利して2勝（3敗）をあげた。9月のW杯本大会ではトルコに67-86、チェコに76-89、アメリカに45-98で3連敗を喫してE組最下位となった。順位決定戦は八村が膝の不安と大学シーズンから続く試合による疲労を考慮してチーム離脱。PGの篠山竜青も骨折で欠場したニュージーランド戦とモンテネグロ戦に連敗し、大会を全敗で終えた。
2020年は、マレーシア、中国、チャイニーズ・タイペイと同組となったFIBAアジアカップ2021の予選が開幕したが、2月に日本がチャイニーズ・タイペイとの初戦に勝利した後、新型コロナウイルス感染症の世界的流行により延期が決定した。また、東京オリンピックも1年の延期が決定した。アジアカップ予選は2021年6月にフィリピンで集中開催され、チャイニーズ・タイペイ相手に勝利したものの中国に連敗して通算2勝2敗のグループ2位で予選通過となった（マレーシアは出場辞退）。
オリンピックの組み合わせは2021年2月に決定し、FIBAランク42位の日本は2位のスペイン、4位のアルゼンチン、16位のスロベニア（7月に世界最終予選を突破）と同組となった。6月21日に日本代表候補18名が発表されたのち、海外組を除く15名で挑んだ強化試合イラン3連戦（2勝1敗）を経て、7月5日に代表12名が発表された。沖縄で渡邊雄が合流した後、ハンガリー、ベルギー、フィンランドと対戦した強化試合3試合でハンガリーに勝って1勝2敗、八村と馬場雄大が合流して全メンバーが揃った後、さいたまでベルギーとFIBAランク7位のフランスに2連勝した。本大会では初戦スペイン戦は77-88、スロベニア戦は81-116、アルゼンチン戦は3Q途中4点差に追い上げた3Q途中4点差に追い上げたが最後は77-97で3連敗で大会を終えた。

### トム・ホーバスHC期
2021年9月、前女子日本代表HCのトム・ホーバスが新HCに就任した。日本がフィリピン、インドネシアと共催する2023年ワールドカップは開催国枠で出場権を得ているが、FIBAのレギュレーションにより日本もアジア地区予選に出場する。中国、オーストラリア、チャイニーズ・タイペイと同組となった1次ラウンドは2021年11月から2022年7月にかけて行われた。日本は若手選手を多数抜擢して試合に挑み、チャイニーズ・タイペイ相手に2勝して2勝4敗の3位で2次ラウンドに進出した。
2022年、若手選手の強化等を目的としたディベロップメントキャンプを実施。今年度はキャンプ参加者を含む代表候補選手を2グループに分けて強化し、アジアカップやW杯予選等に出場する。7月中旬からインドネシアで開催されたアジアカップには渡邊雄太がホーバス就任後初めてチームに合流。カザフスタン、シリア、イランと同組の1次ラウンドはイランに敗れて2勝1敗の2位で突破し、決勝トーナメント1回戦はフィリピン戦に勝利。続く準々決勝のオーストラリア戦は、前戦試合中に負傷した渡邊が欠場したが、ネブラスカ大留学中の富永啓生が33得点を記録する等し、85-99と善戦した。
2023年8月に日本、フィリピン、インドネシアが共催するワールドカップが開催され日本は1次リーグ初戦でドイツ（FIBAランキング11位）には敗れたが、第2戦でフィンランド(同24位)に18点差から逆転勝ちし、前身の世界選手権を含むW杯で欧州勢から初白星を挙げた。続くオーストラリア（同3位）には黒星となり、1勝2敗で「17-32位決定ラウンド」に回った。同31日の順位決定ラウンドではベネズエラ（同17位）を相手に第4クォーターに最大15点差をつけられながらも残り8分間で33－9と逆転し勝利を収めた。最終戦でもカーボベルデ（同64位）を破って大会通算3勝2敗でアジア勢最上位（大会19位）を確定させ、2024年パリ五輪出場権を獲得した。日本男子は開催国枠で出場した2021年東京大会を除き、1976年モントリオール大会以来48年ぶりに五輪出場を自力で決定した。また、今大会における勝利数3は、これまでの日本代表におけるW杯の勝利数（旧世界選手権も含む）として最多を更新した。
2023年ワールドカップ後に行われたアジア大会は、8位に終わり前回大会から更に成績を落とした。
2024年パリオリンピックでは、ドイツ、フランス、ブラジル相手に敗れ、未勝利で大会を終えた。
2025年アジアカップでは、初戦のシリア戦は前半終了時点で9点のビハインドを喫していたが、後半で一気に逆転し99ー68で勝利する。続く2戦目のイランは70-78で敗れた。3戦目のグアム戦は102-63で勝利した。グループステージの結果によって準々決勝進出決定戦に回ることとなった。その準々決勝進出決定戦ではレバノンとの対戦となったが、前半終了時点で12点ビハインドを喫し、11ターンオーバーを記録した。後半に入っても流れは変わらず、3Q開始からいきなり1-11のランを許すなど、終始20点近いリードを許し、試合トータルでのターンオーバー数は15、スリーポイント成功率も25.9パーセントにとどまり、73-97で敗れベスト8進出を逃した。

## 愛称
JBAは日本代表チームの愛称を2011年4月から5月にかけて一般公募した。その中から男女共通の愛称として「隼（ハヤブサ）ジャパン」を選定し、2011年7月に発表し、2015年まで使用していたが、2016年から「AKATSUKI FIVE（アカツキファイブ）」に変更した。2022年7月28日、5人制、3人制統一の愛称とするため「AKATSUKI JAPAN（アカツキ ジャパン）」に変更した。

## 国際大会の成績

### 夏季オリンピック
2016年大会までのアジア予選の結果はFIBAアジアカップを参照。
| オリンピック | オリンピック | オリンピック | オリンピック | オリンピック      |     | 五輪予選 | 五輪予選         | 五輪予選 |
| 年           | 成績         | 勝           | 敗           | 備考              | 勝  | 敗       | 結果             |          |
| ------------ | ------------ | ------------ | ------------ | ----------------- | --- | -------- | ---------------- | -------- |
| 1936年       | 9位          | 2            | 1            | トーナメント3回戦 |     |          |                  |          |
| 1956年       | 10位         | 3            | 4            |                   |     |          |                  |          |
| 1960年       | 15位         | 1            | 7            |                   |     |          |                  |          |
| 1964年       | 10位         | 4            | 5            |                   |     |          |                  |          |
| 1972年       | 14位         | 2            | 7            |                   |     |          |                  |          |
| 1976年       | 11位         | 1            | 6            |                   |     |          |                  |          |
| 2016年       | ---          | ---          | ---          |                   | 0   | 2        | 世界最終予選敗退 |          |
| 2021年       | 11位         | 0            | 3            |                   | --- | ---      | 開催国枠         |          |
| 2024年       | 11位         | 0            | 3            |                   | 3   | 2        | 出場権獲得       |          |

### FIBAワールドカップ
2010年大会までの大会名は世界選手権。2014年大会までの予選結果についてはFIBAアジアカップを参照。
| ワールドカップ | ワールドカップ | ワールドカップ | ワールドカップ | ワールドカップ |    | W杯予選 | W杯予選    | W杯予選 |
| 年             | 成績           | 勝             | 敗             | 備考           | 勝 | 敗      | 結果       |         |
| -------------- | -------------- | -------------- | -------------- | -------------- | -- | ------- | ---------- | ------- |
| 1963年         | 13位           | 1              | 7              |                |    |         |            |         |
| 1967年         | 11位           | 2              | 6              |                |    |         |            |         |
| 1998年         | 14位           | 1              | 4              |                |    |         |            |         |
| 2006年         | 17位           | 1              | 4              |                |    |         |            |         |
| 2019年         | 31位           | 0              | 5              |                | 8  | 4       | 出場権獲得 |         |
| 2023年         | 19位           | 3              | 2              |                |    |         | 開催国枠   |         |

### FIBAアジアカップ
旧大会名はFIBAアジア選手権。オリンピックまたはワールドカップのアジア予選を兼ねていた。
| 年     | 成績   | 試合   | 勝     | 敗     | 備考       |
| ------ | ------ | ------ | ------ | ------ | ---------- |
| 1960年 | 3位    | 9      | 5      | 4      |            |
| 1963年 | 不参加 | 不参加 | 不参加 | 不参加 |            |
| 1965年 | 優勝   | 9      | 8      | 1      |            |
| 1967年 | 3位    | 9      | 7      | 2      |            |
| 1969年 | 準優勝 | 8      | 7      | 1      |            |
| 1971年 | 優勝   | 8      | 8      | 0      |            |
| 1973年 | 4位    | 10     | 6      | 4      |            |
| 1975年 | 準優勝 | 8      | 7      | 1      |            |
| 1977年 | 3位    | 9      | 7      | 2      |            |
| 1979年 | 準優勝 | 8      | 7      | 1      |            |
| 1981年 | 3位    | 7      | 5      | 2      |            |
| 1983年 | 準優勝 | 7      | 5      | 2      |            |
| 1985年 | 5位    | 6      | 5      | 1      |            |
| 1987年 | 3位    | 8      | 6      | 2      |            |
| 1989年 | 4位    | 7      | 4      | 3      |            |
| 1991年 | 3位    | 8      | 5      | 3      |            |
| 1993年 | 7位    | 6      | 3      | 3      |            |
| 1995年 | 3位    | 9      | 7      | 2      |            |
| 1997年 | 準優勝 | 7      | 4      | 3      |            |
| 1999年 | 5位    | 7      | 5      | 2      | 2次リーグ  |
| 2001年 | 6位    | 6      | 2      | 4      | 2次リーグ  |
| 2003年 | 6位    | 7      | 3      | 4      | 2次リーグ  |
| 2005年 | 5位    | 8      | 5      | 3      | 2次リーグ  |
| 2007年 | 8位    | 8      | 4      | 4      | 2次リーグ  |
| 2009年 | 10位   | 8      | 3      | 5      | 2次リーグ  |
| 2011年 | 7位    | 9      | 5      | 4      | 準々決勝   |
| 2013年 | 9位    | 7      | 3      | 4      | 2次リーグ  |
| 2015年 | 4位    | 9      | 5      | 4      |            |
| 2017年 | 9位    | 4      | 2      | 2      | プレイオフ |
| 2022年 | 7位    | 5      | 3      | 2      | 準々決勝   |
| 2025年 |        |        |        |        |            |

| - 1951年 - 準優勝 - 1954年 - 3位 - 1958年 - 3位 - 1962年 - 準優勝 - 1966年 - 4位 - 1970年 - 3位 - 1974年 - 7位 - 1978年 - 4位 - 1982年 - 3位 - 1986年 - 6位 - 1990年 - 4位 - 1994年 - 3位 - 1998年 - 10位 - 2002年 - 6位 - 2006年 - 6位 - 2010年 - 4位 - 2014年 - 3位 - 2018年 - 7位 - 2022年 - 8位 - 1993年 - 5位 - 1997年 - 5位 - 2001年 - 3位 - 2005年 - 準優勝 - 2009年 - 3位 - 2013年- 4位 - 2009年 - 準優勝 - 2011年 - 準優勝 - 2013年 - 3位 - 2017年 - 3位 - 2004年 - 5位 - 2008年 - 不出場 - 2010年 - 準優勝 - 2012年 - 準優勝 - 2014年 - 6位 - 2016年 - 6位 |

## 歴代のヘッドコーチ
- 浅野延秋（1936年）
- 牧山圭秀（1951年 - 1954年）
- 大庭哲夫（1956年）
- 森沢誠一（1958年 - 1960年）
- 吉井四郎（1962年 - 1964年）
- 三浦正（1965年）
- 東海林周太郎（1966年）
- 笠原成元（1967年）
- 吉井四郎（1967年）
- 牧山圭秀（1969年）
- 笠原成元（1970年）
- 武富邦中（1971年）
- 笠原成元（1972年 - 1973年）
- 吉田正彦（1974年 - 1976年）
- 笠原成元（1977年）
- 清水義明（1978年）
- 秋吉恒俊（1978年 - 1979年）
- 小浜元孝（1979年）
- 清水義明（1980年 - 1983年）
- 小浜元孝（1984年 - 1989年）
- 清水義明（1990年）
- 清水良規（1991年 - 1994年）
- ジェームス・ゴードン（1994年）
- 河内敏光（1995年 - 1996年）
- 小浜元孝（1996年 - 2000年）
- 吉田健司（2000年 - 2002年）
- ジェリコ・パブリセヴィッチ（2003年 - 2006年）
- 鈴木貴美一（2006年 - 2007年）
- デイビッド・A・ホッブス（2009年）
- 倉石平（2009年）
- 小野秀二（2009年）
- トーマス・ウィスマン（2010年 - 2012年）
- 鈴木貴美一（2012年 - 2014年）
- 長谷川健志（2014年 - 2016年）
- フリオ・ラマス（2017年 - 2021年）
- トム・ホーバス（2021年 - ）

## 現在の代表選手
2023年FIBAバスケットボール・ワールドカップの代表選手をまとめる。（なお、所属先は2023年8月21日時点での所属チームを明記する。）

## 年代別代表

### チーム編成

#### U-24日本代表
- ユニバーシアードに派遣されるナショナルチーム。原則として大学または大学院に在学中、ならびに大会前年に大学または大学院を卒業した選手が資格を得る。24歳以下の選手で構成されるためU-24日本代表と表現する場合もある。1995年大会で準優勝、2007年大会でベスト4の成績を収めている。

#### U-19日本代表
- 19歳以下の大会であるU-19世界選手権およびその予選を兼ねたU-18アジア選手権に派遣されるナショナルチーム。2004年までは18歳以下のジュニア日本代表と呼ばれていた。

#### U-17日本代表
- 2010年に第1回が開催される17歳以下の大会であるU-17世界選手権およびその予選を兼ねたU-16アジア選手権に派遣されるナショナルチーム。2009年に新設。2011年U-16アジア選手権で銅メダルを獲得。

### 国際大会結果

#### ユニバーシアード
- 準優勝（1995年）

#### FIBA U-19世界選手権
- 1991年 - 16位
- 1999年 - 14位
- 2017年 - 10位
- 2021年 - 16位
- 2023年 - 8位

#### FIBAアジアU-18選手権
上位に入ると翌年のU-19世界選手権の出場権を獲得。
- 1970年 - 準優勝
- 1972年 - 不参加
- 1974年 - 不参加
- 1977年 - 6位
- 1978年 - 4位
- 1980年 - 5位
- 1982年 - 5位
- 1984年 - 4位
- 1986年 - 5位
- 1988年 - 4位

- 1990年 - 優勝
- 1992年 - 4位
- 1994年 - 7位
- 1996年 - 3位
- 1998年 - 3位
- 2000年 - 4位
- 2002年 - 5位
- 2004年 - 9位
- 2006年 - 6位
- 2008年 - 4位

- 2010年 - 8位
- 2012年 - 4位
- 2014年 - 6位
- 2016年 - 準優勝
- 2018年 - 5位
- 2020年 - 中止

#### FIBA U-17世界選手権
- 2014年 - 14位
- 2022年 - 14位

#### FIBAアジアU-16選手権
上位に入ると翌年のU-17世界選手権の出場権を獲得。
- 2009年 - 6位
- 2011年 - 3位
- 2013年 - 3位
- 2015年 - 4位
- 2017年 - 6位
- 2019年 - 中止
- 2022年 - 準優勝